# Kilodżul na mol
kilodżul na mol (kJ/mol) – jednostka energii na jednostkę liczności materii, często używana w termodynamice, zwłaszcza do opisu energetyki przemian fazowych lub reakcji chemicznych. Np. ciepła topnienia, parowania.
Mol jest podstawową jednostką liczności materii w układzie SI i jest często stosowany w chemii i fizyce.
W fizyce statystycznej stosowane są także równoważne jednostki: elektronowolty na cząsteczkę (eV).
Przelicznik:
1 kJ/mol = 0,01036427 eV/cząsteczkę
1 eV = 96,48534 kJ/mol